# Contrat d'insertion-revenu minimum d'activité
Le contrat d'insertion-revenu minimum d'activité ou CI-RMA est un dispositif gouvernemental français institué par le gouvernement Raffarin en 2003.
Il a pour objectif de faciliter l'insertion professionnelle des allocataires du revenu minimum d'insertion (RMI), de l'allocation de solidarité spécifique (ASS), de l'allocation de parent isolé (API) ou de l'allocation aux adultes handicapés (AAH) qui rencontrent des difficultés particulières d'accès à l'emploi. 
La personne embauchée bénéficie d'un contrat à durée déterminée (CDD) ou d'un contrat de travail temporaire, à temps partiel (vingt heures minimum par semaine) ou à temps plein, d'une durée de 6 mois minimum (ou de trois mois pour certains bénéficiaires) renouvelable. Le CI-RMA peut également être conclu en contrat à durée indéterminée (CDI). 
L'employeur doit conclure avant l'embauche une convention avec l'ANPE ou le Conseil général et bénéficie, pour chaque contrat, d'une aide spécifique. 
Le bénéficiaire du CI-RMA perçoit une rémunération de la part de l'employeur et continue de percevoir son allocation mais diminuée, en principe, du montant de l'aide versée par le Conseil général à l'employeur. Le CI-RMA peut faire l'objet d'une suspension ou, s'il prend la forme d'un CDD ou d'un contrat de travail temporaire, d'une rupture anticipée dans certaines situations.

### Livre
- Aurélien Purière, Assistance sociale et contrepartie, L'Harmattan, 2009.